# زهيرة صديق
زهيرة صديق هي ممثلة مغربية ولدت بمدينة مراكش سنة 1963 وعاشت هناك بحي الداوديات. بداياتها كانت مسرحية مع الكبير محمد بلقاس ومن هنا انطلقت مسيرتها الفنية لكن شهرتها لم تبدأ إلا بعد دخولها عالم التلفزيون حيث أدت عدة أدوار مميزة بدءا بمسلسل ثريا مرورًا إلى السلسلة الشهيرة حديدان التي أدت فيها شخصية «خضرة» وازدادت شهرتها أكثر من خلال السيتكومات التي شاركت في بطولتها وعلى رأسها سيتكوم ياك حنا جيران بشخصية «خدوج» ثم كنزة فالدوار الذي أدت فيه شخصية «الخوضة» ومؤخرا سيتكوم حي البهجة بشخصية «قمر». كان أيضا لزهيرة حضورا في السينما وإن كان نسبيا في أفلام قليلة آخرها فيلم المليار.

## قائمة أعمالها
| قائمة أعمال زهيرة صادق | قائمة أعمال زهيرة صادق | قائمة أعمال زهيرة صادق | قائمة أعمال زهيرة صادق |
| الفيلم/المسلسل         | سنة الإصدار            | الدور                  | ملاحظات                |
| ---------------------- | ---------------------- | ---------------------- | ---------------------- |
| جرح قديم               | 2025                   | الباتول                | دور رئيسي              |
| ثريا                   |                        |                        | دور ثانوي              |
| عند لفورا يبان لحساب   |                        |                        | دور ثانوي              |
| حديدان                 | 2015                   | خضرة                   | دور رئيسي              |
| اليتمية                | 2015                   |                        |                        |
| ياك حنا جيران          | 2015                   |                        | دور رئيسي              |
| كلنا جيران             | 2016                   |                        |                        |
| كنزة فالدوار           | 2014                   | الخوضة                 |                        |
| لوبيرج                 | 2017                   |                        | دور ثانوي              |
| حي البهجة              | 2018                   | قمر                    | دور رئيسي              |
| الدية                  | 2006                   |                        | فيلم تلفزيوني          |
| الفردي                 | 2012                   |                        | فيلم تلفزيوني          |

## روابط خارجية
- زهيرة صديق على موقع IMDb (الإنجليزية)
- زهيرة صديق على موقع IMDb (الإنجليزية)
- زهيرة صديق على موقع ألو سيني (الفرنسية)